# ハリー・ロビンズ・ハルデマン

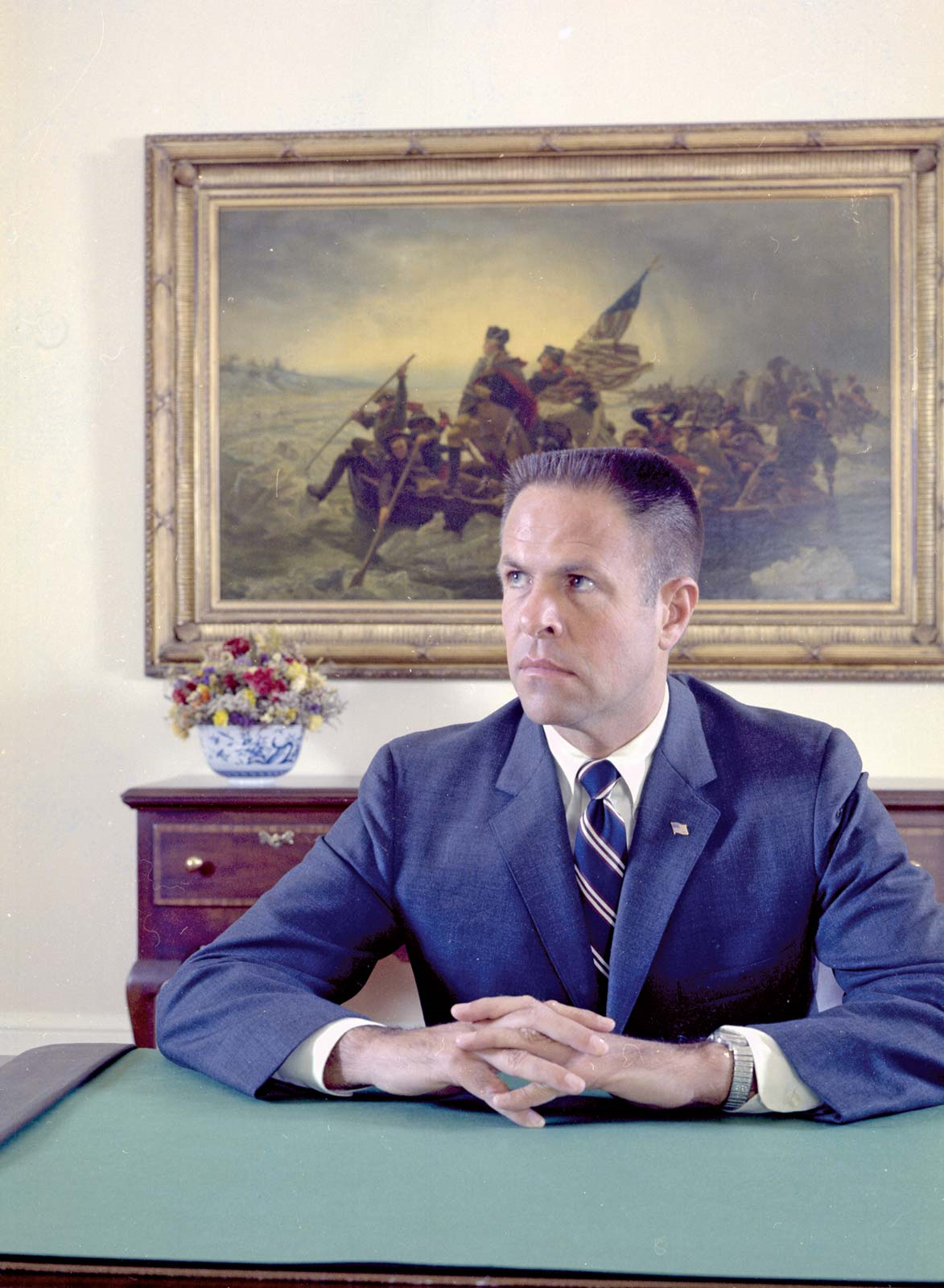
H・R・ハルデマン
（1971年1月21日）

ハリー・ロビンズ・“ボブ”・ハルデマン (Harry Robbins “Bob” Haldeman, 1926年10月27日 - 1993年11月12日)は、カリフォルニア州ロサンゼルス生まれのアメリカのビジネスマン。広告企業の重役からニクソン大統領の首席補佐官に転身、ニクソンを支えたが、ウォーターゲート事件の主要人物の一人として注目を浴びた。ホワイトハウス時代には専らH・R・ハルデマン（エイチ・アール・ハルデマン）として一般には知られていた。

## 来歴・人物
カリフォルニア大学ロサンゼルス校 (UCLA) 卒業。
広告会社 ジェイ・ウォルター・トンプソンの重役から、1969年にニクソン大統領の首席補佐官に就任、すぐにアメリカで2番目に影響力のある人物と考えられるようになった。ハルデマンは、ニクソンの厳しい門衛としての評判を取っていた。
彼と、内政担当大統領補佐官のジョン・アーリックマンは友人であり親しい共犯者だった。ともに「ドイツ人」「ベルリンの壁」の異名で知られたデュオで、ニクソン大統領の最も忠実で信頼された補佐官だった。
ニクソンからの評価の一端は、次の通りである。「私が大統領の時は、ハルデマンが冷酷無情の男との評判を取った。理由の一つは、私が直接には手の下せない首切りを代行してくれたからである。」
彼はウォーターゲート事件の重要参考人として1973年4月30日に辞職を強いられた。ハルデマンは1975年2月21日に証拠隠滅の共同謀議があったとして有罪判決を受け、18か月服役した。
1978年、ウォーターゲート事件を巡るニクソン政権の内幕を描いた "The End of Power" (「権力の終焉」)を上梓。

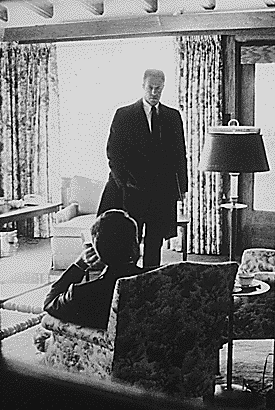
ハルデマンとニクソン
（1972年11月21日）